# Due Ponti Cup
Il Due Ponti Cup è stato un torneo professionistico di tennis giocato sulla terra rossa, che faceva parte dell'ATP Challenger Tour. Si è giocata una sola edizione nel 2010 sui campi del Due Ponti Sporting Club a Roma in Italia.
Dal 2015 al 2017, lo stesso club avrebbe ospitato il Due Ponti Challenger, altro torneo del circuito Challenger.

## Albo d'oro

### Singolare
| Anno | Campione         | Finalista      | Punteggio |
| ---- | ---------------- | -------------- | --------- |
| 2010 | Filippo Volandri | Reda El Amrani | 6–3, 6–2  |

### Doppio
| Anno | Campioni                             | Finalisti              | Punteggio |
| ---- | ------------------------------------ | ---------------------- | --------- |
| 2010 | Santiago González Travis Rettenmaier | Sadik Kadir Purav Raja | 6–2, 6–4  |